# Жеглово (Псковская область)
Жеглово — деревня в Себежском районе Псковской области России. Входит в состав городского поселения Идрица.

## География
Находится на юго-западе региона, в восточной части района, в лесной местности около озёр Замошанское, Мартын, Свибло.
Уличная сеть не развита.

## История
В 1802—1924 годах земли поселения входили в Себежский уезд Витебской губернии.
В 1941—1944 гг. местность находилась под фашистской оккупацией войсками Гитлеровской Германии.
До 1995 года деревня входила в Красный сельсовет. Постановлением Псковского областного Собрания депутатов от 26 января 1995 года все сельсоветы в Псковской области были переименованы в волости и деревня стала частью Красной волости.
В 2015 году Красная волость, вместе с населёнными пунктами, была влита в состав городского поселения Идрица.

## Население
| 2001 | 2002 | 2010 |
| ---- | ---- | ---- |
| 11   | ↗15  | ↘3   |

Согласно результатам переписи 2002 года, в национальной структуре населения русские составляли 100 % от общей численности в  15 чел..

## Инфраструктура
Личное подсобное хозяйство.
К северу от деревни, по дороге на Старицы, находится братская могила.

## Транспорт
Автомобильная дорога общего пользования местного значения «Жеглово — Шалаи» (идентификационный номер 58-254-835 ОП МП 58Н-117), протяжённостью 4 км.